# Кюндорф
Кюндорф (нем. Kühndorf) — община в Германии, в земле Тюрингия. 
Входит в состав района Шмалькальден-Майнинген. Подчиняется управлению Дольмар.  Население составляет 1042 человека (на 31 декабря 2010 года). Занимает площадь 25,82 км².

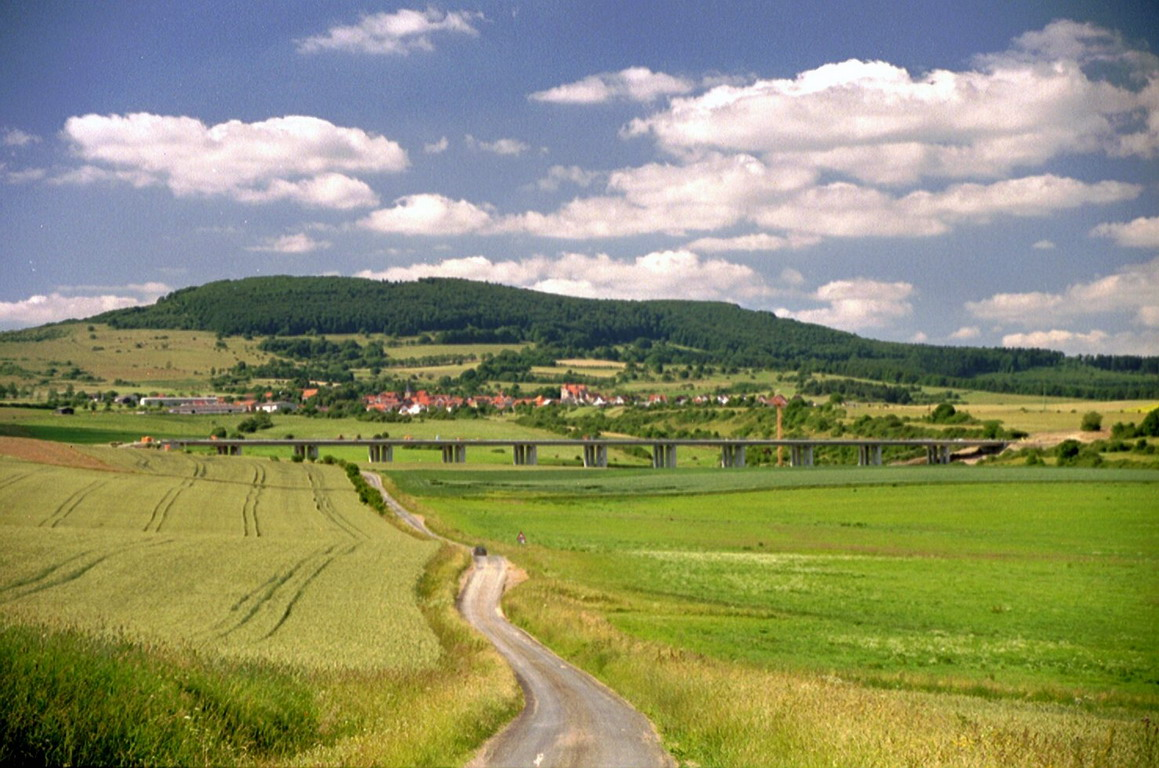
Кюндорф